# 李維琪
李維琪（1942年5月—）是一位中国生物化學家。

## 生平
1942年出生于四川鄰水。北京農業大學農學系畢業。中國科學院新疆化學研究所中心實驗室主任，新疆電鏡學會副理事長。研究員。主要從事病毒生物化學及超微結構研究。發表論文50篇。參與完成研究成果3項，其中「大麥條紋葉病毒的研究」1979年獲自治區優秀科技成果一等獎，「綿羊精液的冷凍保存」1982年獲農牧漁業部科技進步一等獎。先後三次獲全國「三八」紅旗手稱號，並獲全國總工會頒發的「五一」勞動獎章。 